# Bengalia kuyanianus
Bengalia kuyanianus este o specie de muște din genul Bengalia, familia Calliphoridae. A fost descrisă pentru prima dată de Matsumura în anul 1916.
Este endemică în Taiwan. Conform Catalogue of Life specia Bengalia kuyanianus nu are subspecii cunoscute.